# Inga Lindström: Sommer der Entscheidung
Sommer der Entscheidung ist ein deutscher Fernsehfilm von Andi Niessner aus dem Jahr 2007. Er ist Bestandteil des ZDF-Herzkino-Sonntagsfilms und der 21. Film der Inga-Lindström-Reihe nach der gleichnamigen Erzählung von Christiane Sadlo. Die Hauptrollen sind mit Saskia Valencia, Philipp Brenninkmeyer und Dietrich Mattausch besetzt.

## Handlung
Valerie Berg arbeitet erfolgreich als Anwältin in Stockholm, möchte sich aber verändern und mit ihrem Sohn aufs Land ziehen. So hat sie sich für eine Stelle in der Kanzlei von Ludwig Steckelson in Boxenberg beworben. Zuvor möchte sie noch eine Runde Joggen gehen und rempelt vor einem Restaurant einen attraktiven Mann an. Da er durch einen Anruf abgelenkt wird, will sie nicht warten und auf sein Angebot für ein Getränk eingehen. Auf dem Weg nach Boxenberg sehen Valerie und ihr Sohn Lasse von Weitem einen Reiter auf seinem Pferd. Lasse ist absoluter Pferdenarr, da sie aber keine Zeit haben, halten sie nicht an. Der Reiter schaut ein wenig komisch, als er Valerie sieht. Auf dem Weg zum Termin im Ort sieht Valerie im Vorbeifahren auch den unbekannten Mann wieder, den sie beim Joggen angetroffen hat.
Das Vorstellungsgespräch verläuft sehr gut und als Valerie und Ludwig Steckelson das Büro verlassen, wartet sein alter Freund Olof Wilander – der Reiter – schon auf ihn, weil er etwas Dringendes besprechen muss. Olof verlangt von Ludwig, dass er Valerie nicht einstellt, weil sie seine Tochter ist, und er nicht will, dass es bekannt wird. Als Valerie einen Spaziergang durch den Ort macht, trifft sie wieder auf den unbekannten Mann von vorhin. Er stellt sich als Marcus Hansen vor und bietet ihr an, ihr zu helfen, falls sie sich nicht zurechtfindet. Nachdem er eine Nacht darüber geschlafen hat, bittet Olof Ludwig nun, Valerie doch einzustellen. Er will seine Tochter nun doch kennenlernen, ohne dass sie weiß wer er ist. Auch seine Familie lässt er im Ungewissen.
So zieht Valerie mit ihrem Sohn nach Boxenberg in ein Häuschen, der Vermieter ist niemand geringeres als ihr Vater. Kurze Zeit später erhält sie Besuch von Marcus, der der Schwiegersohn von Olof ist und in seiner Brauerei arbeitet, was Valerie aber nicht weiß. Marcus Frau Leonie ist Sportjournalistin und viel unterwegs. Am nächsten Morgen schleicht Olof um das Haus von Valerie, weil ihn sein schlechtes Gewissen umtreibt. Marcus verabredet sich mit Valerie für die Mittagspause. Lasse trifft auf der Straße zufällig auf Olof und seine Frau Irma. Er lädt ihn ein, Reitstunden bei ihm zu nehmen. Am Abend treffen sich Valerie und Marcus zufällig wieder, kommen sich näher und küssen sich.
Da Ludwig neugierig ist fragt er Valerie über ihre Familie aus. Sie sagt ihm, dass sie bisher ohne Vater gut ausgekommen ist. Irma lädt Valerie und Lasse zum Essen ein. Dort lernen sie ihre Tochter Leonie kennen. Als Marcus auftaucht und Olof ihr sagt, dass er sein Schwiegersohn ist, fällt sie aus allen Wolken. Als sie alleine sind versucht Marcus ihr zu erklären, dass die Ehe mit Leonie schon länger nicht mehr so läuft wie sie sollte. Valerie will sich aber nicht dazwischen drängen. Am Abend spricht Marcus mit Leonie und erklärt ihr, dass er sich verliebt hat. Valerie verbietet Lasse den Kontakt mit Olof und will nach Stockholm zurückkehren. Irma hört zufälligerweise ein Telefongespräch zwischen Marcus und Valerie mit und erfährt so, dass er sich von Leonie trennen will. Irma geht zu Olof und will mit ihm darüber sprechen. Er meint aber, sie habe erfahren, dass Valerie seine Tochter ist, ist aber froh, als es nicht darum geht. So kann er sein Geheimnis weiter bewahren. Marcus geht nochmals zu Valerie und erklärt ihr die Situation. Sie glaubt ihm nun endlich, dass es nichts mit ihr zu tun hat.
Am nächsten Morgen hört Valerie zufällig ein Gespräch zwischen Olof und Ludwig und erfährt so, dass er ihr Vater ist. Olof verlangt von Ludwig wieder, dass er sie entlässt, weil er meint, sie habe die Ehe seiner Tochter zerstört. Valerie weiß nun nicht mehr, was sie machen soll. Olof eröffnet Marcus, dass er ihm auf das nächste Jahr die Brauerei übergeben will. Valerie geht zu Ludwig und will von ihm wissen, ob es wahr ist, dass Olof ihr Vater ist. Er bejaht es, worauf Valerie kündigt. Leonie erklärt ihrem Vater, dass die Ehe gescheitert ist. Valerie geht zu Marcus und eröffnet ihm, dass sie Boxenberg verlässt. Marcus entscheidet sich daraufhin, ein Angebot aus Kanada anzunehmen, was Olof nicht wahrhaben will. Marcus will auch Valerie davon überzeugen, dass sie ihn dorthin begleitet. Sie erzählt ihm, dass Olof ihr Vater ist und er es niemandem sagen will, weil er Angst hat, dass er seine Familie damit zerstört. Valerie und Marcus gehen zu Olof und Irma um ihnen ihren Entschluss mitzuteilen. Endlich erzählt Olof seiner Frau die Wahrheit, dass Valerie seine Tochter ist. Irma ist wütend auf ihn, weil er sie vierzig Jahre lang angelogen hat. Leonie kommt dazu und erfährt, dass sie eine Halbschwester hat. Irma kann Olof doch noch verzeihen, weil sie ihn so sehr liebt und nun auch noch einen Enkel hat.

## Hintergrund
Sommer der Entscheidung wurde vom 3. bis zum 29. September 2007 an Schauplätzen in Schweden gedreht. Produziert wurde der Film von der Bavaria Fiction GmbH.

## Rezeption

### Einschaltquote
Die Erstausstrahlung am 3. Februar 2008 im ZDF wurde von 6,96 Millionen Zuschauern gesehen, was einem Marktanteil von 19,4 % entspricht.

### Kritiken
Die Kritiker der Fernsehzeitschrift TV Spielfilm zeigten mit dem Daumen nach unten und fassten den Film mit den Worten „Unsere Entscheidung: Umschalten!“ kurz zusammen.